# Kaapse krombek
De Kaapse krombek (Sylvietta rufescens) is een zangvogel uit de familie Macrosphenidae.

## Verspreiding en leefgebied
Deze soort komt voor in zuidelijk Afrika en telt zeven ondersoorten:
- S. r. adelphe: zuidoostelijk Congo-Kinshasa, Zambia en noordelijk Malawi.
- S. r. flecki: van zuidelijk Angola tot centraal Namibië, oostelijk tot centraal Zimbabwe en noordelijk Zuid-Afrika.
- S. r. ansorgei: de kust van Angola.
- S. r. pallida: van zuidoostelijk Zambia en zuidelijk Malawi tot oostelijk Zimbabwe, zuidelijk Mozambique en noordoostelijk Zuid-Afrika.
- S. r. resurga: oostelijk Zuid-Afrika en Swaziland.
- S. r. rufescens: zuidelijk Namibië, zuidelijk Botswana en noordwestelijk Zuid-Afrika.
- S. r. diverga: centraal en zuidelijk Zuid-Afrika en Lesotho.

## Status
De grootte van de populatie is niet gekwantificeerd maar de soort wordt omschreven als schaars in het noorden van zijn verspreidingsgebied en algemeen in het zuiden. Op de Rode lijst van de IUCN heeft deze soort de status niet bedreigd.